# Trullo

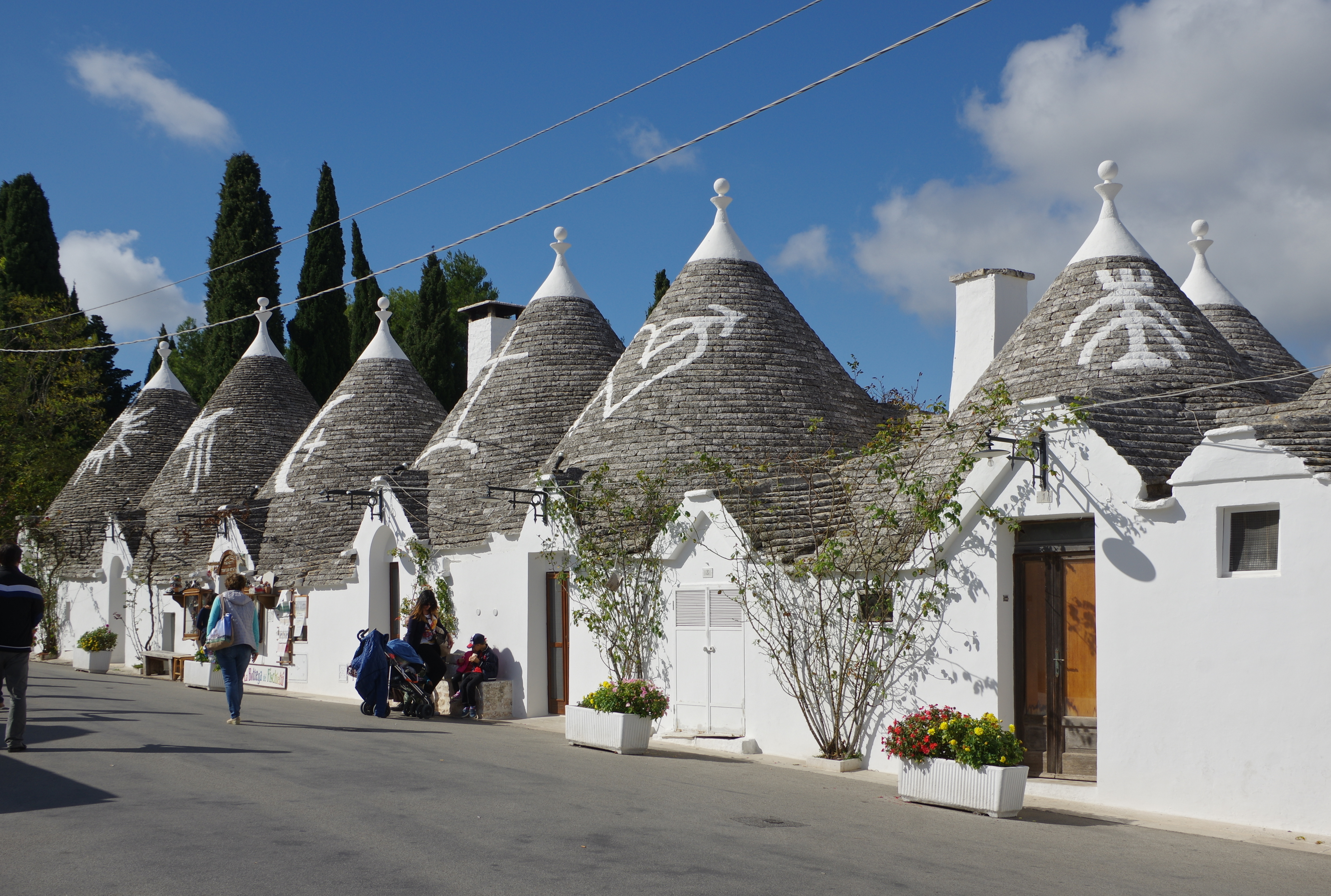
Trulli em Alberobello.

Os trulli (plural de trullo, do grego cúpula) são antigas construções de pedra, com telhados cônicos, comuns em uma parte da região italiana da Puglia.
Acredita-se que antigamente os trulli eram utilizados para evadir a cobrança de impostos sobre as casas. Ao se aproximarem os cobradores, os tetos podiam ser facilmente desmontados com a retirada da pedra-chave do topo, fazendo uma casa passar por um depósito ou construção abandonada, e depois reconstruídos. Os trulli não raro são decorados com figuras de significado mágico, espiritual e supersticioso.
A cidade de Alberobello tem um conjunto importante de trulli, considerado Patrimônio da Humanidade pela UNESCO